# Arsenije III. Crnojević
Arsenije III. Crnojević (Bajice, Crna Gora 1633. — Beč, 27. listopada 1706.), pećki patrijarh 1674.—1690., mitropolit i patrijarh austrijskih Srba 1690.—1706.
1673. godine posjetio je franjevačku crkvu u Budvi, kojom prilikom je obdario crkvu i svakog redovnika posebno. Kao patrijarh putovao je 1683. u Jeruzalem. Za vrijeme austrijsko-turskog rata (1683. do 1699.) austrijska vojska je prodrla u južne srpske krajeve, te se Crnojević, u listopadu 1689., neposredno pred dolazak Austrijanaca, morao skloniti ispred turskog ogorčenja iz Peći u Nikšić i odatle na Cetinje. Austrijski zapovjednik Piccolomini ga je, osvojivši Prištinu, Skoplje, Prizren i Peć, pozvao krajem listopada da se vrati u Peć te da se sa svojim sunarodnjacima angažira za borbu protiv Turaka. Crnojević posluša Piccolominija i dođe u Peć, a potom u Prizren, gdje je se s njim sastao. Pristajanje Crnojevića uz Austrijance pojačalo je revnost Srba, koji su i do tada pomagali kršćansku vojnu akciju. Poslije Piccolominijeve smrti (9. studenog 1689., od kuge), obrnila se ratna sreća u korist Turaka (početkom 1690.), te se austrijska vojska povukla na lijevu obalu Dunava i Save. S vojskom se doselio u Ugarsku i Crnojević, a s njime i mnoge srpske obitelji, koje su se bojale osvete Turaka radi pomaganja kršćana u borbi protiv Turske. U Ugarskoj je car Leopold priznao Crnojevića za starješinu svih pravoslavnih Srba, koji su se nalazili u njegovoj državi. Punih jedanaest godina Crnojević u Ugarskoj nije imao stalno sjedište, nego je stanovao u Sentandreji, Kovinu, Sirigu, Hopovu, Sečuju, Futogu i Pakracu, uređujući srpsku crkvu. 
Crnojević je proveo reorganizaciju pravoslavne crkve u Ugarskoj, Hrvatskoj i Slavoniji, koja je kao sastavni dio pećke patrijaršije bila organizirana u tim krajevima i za vrijeme Turaka. Osnivao je nove episkopije, postavljao je episkope i sređivao stanje u srpskoj crkvi kaja je bila u kaosu. Dolazio je često u sukob s katoličkim klerom, koji je ometao njegov rad i propagirao uniju. U vrijeme Rakocijeva ustanka (1703.—1711.) Crnojević je sa Srbima davao podršku caru. Vjernost i usluge Crnojevića i njegovih Srba car je nagradio tako da je poklonio patrijarhu spahiluke Sirač i Dalj (u zamjenu za Sečuj) i dajući Srbima nove patente i privilegije, koji su većim dijelom ostali na papiru. Crnojević je umro u Beču, odakle je prenesen u Srijem i sahranjen u manastiru Krušedol.
Odbor akademika Srpske akademije znanosti i umjetnosti 1993. godine izabrao ga je među sto najznačajnijih Srba.

## Vanjske poveznice
- III. Crnojević: Molitva zaspalom Gospodu